# Empezar desde cero (canción)
«Empezar desde cero» es el segundo sencillo del álbum Empezar desde cero, del grupo pop mexicano RBD. La voz principal de la canción es interpretada por Maite Perroni. Fue lanzado el 29 de enero de 2008.
La canción es compuesta por Pedro Damián y el video musical es dirigido por Esteban Madrazo.

## Video musical
El video fue filmado el 28 de febrero de 2008 y se estrenó un mes después, el 25 de marzo a través de la comunidad de RBD Gyggs.
Se basa en los años 80. Comienza con Maite despertándose, tomando un baño, vistiéndose, tras lo cual se encuentra con sus amigas (Dulce y Anahí). Así sucesivamente, hasta el metro, se encuentra con Christopher y Alfonso. Una nueva escena comienza al final del coro, donde Maite y Christian se muestran coqueteando y, a continuación, Dulce María, Anahí y Maite se broncean en la playa, y Christopher y Alfonso caminando por la playa.
Se pasa a una escena en la que Maite está cantando como una diva del pop, vestida con un saco negro grande, se corta de nuevo, mostrando a todo el grupo cuando se divierten juntos, y luego el día termina. Un nuevo día comienza, mostrando Maite en su rutina, pero ahora, cumpliendo con todos sus amigos para reunirse y cantar con ellos (y Dulce y Christopher hablando dentro de una cabina de teléfono). El video termina con todos cantando juntos y tomando unas copas.

## Posicionamiento
| Listas                           | Posiciones |
| Bolivia Singles Chart            | #1         |
| Chile Singles Chart              | 37         |
| Colombia Singles Chart           | 20         |
| Ecuador Singles Chart            | 3          |
| Latin Pop World                  | 4          |
| Latin America Top 40             | 5          |
| Mexican Singles Chart            | #1         |
| U.S. Billboard Hot Latin Songs   | 42         |
| U.S. Billboard Latin Pop Airplay | 15         |
| Venezuela Singles Chart          | #1         |
| Perú Music                       | #1         |
| Listas de fin de año             |            |
| Los 100 Primeros del 2008        | 28         |
| Los 100 + pedidos del 2008 (Sur) | 68         |